# شوهر آهو خانم
شوهر آهو خانم نخستین رمانِ علی‌محمد افغانی است.
این رمان با استقبال بی‌نظیری در بازار کتاب ایران روبه‌رو شد. انتشار این رمان حجیم در سال ۱۳۴۰ حادثه‌ای مهم در بازار کتاب و ادبیات داستانی ایران بود. علی‌محمد افغانی این رمان را در سال‌های زندان-۱۳۳۳ تا ۱۳۳۸ – نوشته‌است و پس از خروج از زندان اقدام به چاپ آن با هزینهٔ شخصی می‌کند زیرا ناشری حاضر به مخاطره برای چاپ بر روی داستان بلند یک نویسندهٔ ناشناس نمی‌شود.
قلم علی‌محمد افغانی در ساختن تصاویر بسیار تواناست و از پس بیان جزئیات با ظرافتی خاص برآمده است. امّا بیشتر به جنبه‌های ظاهری توجّه شده‌است. خوانندهٔ کتاب هنگام مطالعه می‌تواند تصاویر خانه را به آسانی با توضیحات ظریف نویسنده در ذهن بسازد. خواننده حتی جزئی‌ترین اجزای چهره و اندام شخصیّت‌های قصّه، حتی فرعی‌ترین اشخاص، را در ذهن می‌بیند.
داستان در سال ۱۳۱۳ در کرمانشاه رخ می‌دهد و درون مایه اصلی داستان با واقعیّت اسف‌بار زندگی زنان در لایه‌های زیرین جامعه در آن سال‌ها ارتباطی نزدیک دارد و در نکوهش آئین چند همسری است. در این رمان مناسبات خانوادگی و ضوابط احساسی و عاطفی مرتبط بدان بازنمایی شده‌است. این کتاب جایزه بهترین رمان سال را از آن خود کرد

## داستان
فصل ۱
سید میران سرابی، صاحب نانوایی و رئیس صنف در کرمانشاه، در عصری زمستانی در رمضان ۱۳۱۳ هجری خورشیدی در دکّانش با همکاری به نامِ آقا شجاع دیدار می‌کند و خبرش می‌دهد که جلسهٔ صنف پس‌افتاده تا پس از عید فطر. آقا شجاع می‌رود. سید میران در اندیشهٔ آن است که تأمین نانِ قشون را به انحصار خود درآورد. زن بسیار جوانی می‌آید و از میران، که به جای ترازودارِ قهرکرده‌اش پشت ترازو ایستاده، نان می‌خرد. زیبایی و ملاحت زن به دل میران می‌نشیند. دیگر بار زن با پسرکی فرّخ‌نام که فرزند صاحبخانه‌اش باشد برمی‌گردد که نان بخرد. میران با او هم‌صحبت می‌شود، نامش را می‌پرسد که هماست، و پی‌می‌برد که طلاق گرفته و از همسر و فرزندان دور افتاده و نیز دور از خویشان ده‌نشینش در کرمانشاه تنها مانده‌است. سلیمانِ کارگر می‌رود پی آرد فردا، حبیبِ ترازودار برمی‌گردد، و سید میران در این اندیشه است که شاید بشود واسطهٔ ازدواج هما و حبیب.
فصل ۲
آهو خانم، زنِ سید میران، با سه پسر و یک دخترش زیر کرسی نشسته تا نماز شوهرش تمام شود و شام بخورند. سید میران خیال دارد پس از شام نزد یاور برود تا دربارهٔ نان قشون مذاکره کند، و سری هم به دکّان بزند، مگر سلیمان با بار آرد برگشته باشد. آهو، نقره زنِ گلمحمّد را می‌فرستد به خانهٔ ننه بی‌بی و رعنا تا خبرشان کند که امشب به دیدارشان نمی‌روند. سید میران نپذیرفته که باغ سرابش را به گلمحمّد و آقا جان، که کرایه‌نشینان خانه‌اش باشند، اجاره دهد؛ و ایشان پی بستانکاری به طاق بستان رفته‌اند، و نقره و خورشید، خواهر گلمحمّد و زنِ آقا جان، فرزندانشان و مادرِ پیرِ گلمحمّد و خورشید را در خانه نگه می‌دارند و کارهای خانگی می‌کنند. آهو آرزوی زیارت حرم امام رضا را دارد، و همراهِ همسرش پس از سالیان تنگی و کارگری اینک روزگار خوشی با کرایه‌نشینانِ طبقهٔ کارگرش می‌گذراند.
فصل ۳
هفته‌ای گذشته و میران پس از افطار در خانهٔ دوستش، میرزا نبی، راهی خانهٔ خود است که در راه متوجّه می‌شود هما پیشاپیشش روان است. در پی زن می‌رود و در کوچه‌ای به هم می‌رسند و باز گفتگو می‌کنند. هما می‌گوید که به واسطهٔ مرد جوانی که احتمالاً دوستش می‌داشته و اینک از سرش واشده در مطرب‌خانه‌ای زندگی و مشق رقص می‌کند، که میران می‌فهمد دستهٔ حسین خان ضربی است، و در آرزوی بازیافتن فرزندان دوقلویش روزگار می‌گذراند – چنان‌که امروز در آرزوی دیدار دورادورشان به محلّهٔ شوهر پیشینش رفته بوده‌است. میران می‌خواهد میان او و آن مرد آشتی برقرار کند، ولی چنین می‌شنود که سه‌طلاقه است و این کار آسان نیست. هما حدود صد تومان به حسین خان بدهکار است، و می‌گوید آرزو دارد از این بدهی و از تعهّد رقّاصی هم، که از ده‌سالگی سرنوشتش را شکل داده و به خاطرش او را از پدر و مادر کولیش خریده و در ده پرورش داده بوده‌اند، خلاص شود. او با میران قرار می‌گذارد که بامداد فردا میران به خانهٔ حسین خان برود و خود را دوست شوهر پیشین و میانجی آشتی او با هما معرّفی کند و هما را از آنجا نجات بخشد. میران چنین می‌کند، هما فرزندان و نفقه‌اش را می‌خواهد پیش از آن که هر فکری از جمله فکر محلّل شود، و حسین خان و میران به مذاکره می‌نشینند: حسین خان بر این باور است که هما هنرمند است و در چهاردیواری خانهٔ هیچ شوهری نمی‌گنجد، ولی حرفی ندارد اگر میران، چنان‌که خیال دارد، بتواند شوهرش دهد. میران می‌رود تا هما را از مطرب‌خانه ببرد، ولی به دیدن مشق رقصش عقیده‌اش برمی‌گردد، و با حسین خان یکدل می‌شود: هما رقّاص است، نه زنِ هیچ خانه‌ای، از خانهٔ شوهر پیشینش گرفته تا خانهٔ هر مرد دیگری از جمله سید میران سرابی که اینک شیفتهٔ هماست.
فصل ۴
چند روز گذشته و میران بی‌تاب و چشم به راهِ هما در دکّان ساعت می‌شمارد. غروبِ فردای روزی که بی‌خبر از خانهٔ حسین خان بیرون زده بود حسین خان را بیمار همراه زنش دیده بود که گویا نزد پزشک می‌رفته‌اند. پس به خانهٔ او شتافته بود و دم در با هما قرار گذاشته بود که اگر بتواند فردا به خانهٔ میران برود و بی آن که آشنایی دهد اتاقی برای اجاره بخواهد. همهٔ روزِ بعد را در انتظارِ آمدنِ هما در خانه گذرانده بود، و او نیامده بود. غروب به لقمه‌ای نان و خرما افطار می‌کند و بنای خانهٔ حسین خان می‌کند؛ ولی در کوچه پشیمان می‌شود و برمی‌گردد و به خرّازی می‌رود تا پولی را که برای رخت نوی هما داده بود پس بگیرد: فروشنده پیش از هر سخنی بسته را به او می‌دهد، و میران می‌گیرد و می‌رود تا آن را به جای هما به آهو بدهد، و بکوشد تا هما را فراموش کند. سر راه به هما و نرگس، دختر حسین خان، و پسرکش، فرّخ، برمی‌خورد و سلام می‌کند و می‌گوید که شوهر پیشین این بستهٔ هدیه را برای هما فرستاده، و به همین زودی او را بر سر خانه و زندگی پیشین برمی‌گرداند. زن‌ها با داروهای حسین خان به خانه برمی‌گردند، میران یک قلم داروی دیگرش را می‌خرد و به ایشان می‌رسد و با هم به خانه درمی‌آیند. مادرِ نرگس هم بیمار شده و افتاده. دخترِ وارث بو برده که میران احتمالاً واسطهٔ کاری نیست، و با این همه نه نگران مرگ پدر است، نه از رفتنِ هما می‌اندیشد. میران و هما به گفتگو می‌نشینند: میران بر آن است که هما مطابق نقشه به خانه او بیاید، ولی هما از حرف مردم می‌ترسد و می‌خواهد کار کند. هما سرانجام حرفش را می‌گوید: عقد موقّتی با میران مطمئن‌تر خواهد بود. هر دو اکراه دارند، ولی از همدیگر گزیری نمی‌یابند: هما هدیه‌های میران را می‌پوشد، و میران در پنجاه‌سالگی عاشق هما شده‌است و بنای عقد دائم دارد.
فصل ۵
رمضان سپری شده و زمستان هم رو به پایان دارد. هنوز جلسهٔ صنف در خانهٔ میران تشکیل نشده‌است. آهو در آشپزخانه خوراک شب را می‌پزد، باران بند می‌آید، بچّه‌ها در حیاط بازی می‌کنند، جلال از بردن آب‌نبات‌های نقره برای فروش به کوی تن‌می‌زند، و نقره از آهو می‌خواهد تا مگر بتواند کاری کند که دست پسرک در نانوایی شوهرش بندِ کاری شود. میران هما را به خانه می‌آورد و به آهو می‌سپارد و داستانِ طلاقش را می‌گوید و می‌گوید که می‌خواهد در آبدارخانهٔ خالی جایش دهد. آهو با مهر، و با نگرانیِ موهومی، پذیرای مهمان می‌شود و شب او را کنار خود در اتاق نشیمن می‌خواباند.
از فصل دوم به بعد، آهوخانم محور داستان قرار می‌گیرد و طرح رمان به یاری او بسط می‌یابد، آدم‌ها و ماجراها گرد او شکل می‌گیرند. آرامش و قابل اعتماد بودن آهوخانم آنچنان بر تمامی داستان تأثیر می‌گذارد که حتی در صحنه‌هایی که حضور ندارد، وجودش محسوس است. در عین حال پیوستگی متقابل او به آدمهای دیگر، سبب استحکام ساختمان اثر می‌شود.
در فصل سوم با خصلت‌ها و گذشته هما آشنا می‌شویم: زنی بوالهوس، سرکش و «متجدد». زنی که می‌خواهد از پیله‌ای که جامعه و سنت‌ها بر دورش تنیده‌اند درآید، اما به علل متعدد گمراه می‌شود. هما در سراشیب سقوط اخلاقی به دستهٔ مطرب‌ها می‌پیوندد و رقاص می‌شود. سیدمیران به نجات او از ابتذال می‌اندیشد. عشق جوانانه پیرمرد را سودایی کرده‌است. اسیر افسون هما، روزهایی رؤیایی و خوش بر او می‌گذرد. عاقبت بنیه مالی و توجیه‌های اخلاقی کار را آسان می‌کند: در صبحی آرام، هما همراه سیدمیران وارد خانه می‌شود. از آن پس، خانه صحنه تنازع بقایی وحشیانه می‌شود؛ تنازع بقایی که در جریان آن آهوخانم تغییر می‌کند و به آگاهی ارزشمندی دست می‌یابد. هما به عقد سیدمیران درمی‌آید و هووی رسمی آهوخانم می‌شود. آهوخانم صبورانه از کانون خانوادگی‌اش دفاع می‌کند و هما با حوصله به راندن او از صحنه مشغول می‌شود. اما دفاع یأس‌آمیز آهوخانم –توسل به همسایگان و دوستان، دعا و نذر و جادو- نتیجه‌ای نمی‌دهد و او روز به روز بیشتر عقب‌نشینی می‌کند.
افغانی هفت سال از زندگی یک خانواده متشنج را با توالی منظم زمانی بازآفرینی می‌کند و به جای انتخاب لحظه‌های مناسب از زندگی، تمامی ریزه‌کاری‌ها را با تفصیلی به سبک بالزاک ارائه می‌دهد؛ یعنی به جای زمان داستانی (که پیراسته و انتخاب شده زمان زندگی است)، زمان زندگی را دنبال می‌کند. به همین دلیل، رمان آکنده از قطعات یکنواختی است که حذف آن‌ها نقاط عطف زندگی آدم‌های داستان را برجسته‌تر می‌کند.
در خانه سیدمیران کشمکش‌ها به اوج می‌رسد، سیدمیران که در خشم و شهوتی دیوانه‌وار می‌سوزد، آهو را به طرزی مرگبار کتک می‌زند و از این پس او زن زیادی خانه می‌شود. دوران لذت‌های خوابناک سیدمیران و هما فرا می‌رسد: سید در جشن کشف حجاب به مجلس معارفه در سالن شهرداری می‌رود (افغانی توصیف مستند و ارزشمندی از نخستین روزهای کشف حجاب به دست می‌دهد)؛ به هما اجازه می‌دهد با لباس‌های هوس‌انگیز به خیابان برود؛ برای اولین بار در عمرش صورت خود را با تیغ می‌تراشد و لباس‌های مد روز می‌پوشد؛ با هما شراب می‌خورد و به سینما می‌رود. پوسته‌های سنتی را یکی پس از دیگری فرو می‌ریزد و می‌کوشد به رنگ طبقه متوسط جدید و رو به رونق درآید.
هما که به تساوی حقوق زنان با مردان می‌اندیشد، از «اصلاحات» رضاشاه حمایت می‌کند. اما این اصلاحات که از «بالا» انجام می‌شود و توسط پشت میزنشین‌ها و چکمه‌پوش‌ها اشاعه می‌یابد، از عوامل سوق‌دهنده همای بی‌فرهنگ و بی‌تجربه به گمراهی است. هما –دلگیر از ملال شهرستان- از تنهایی عمیقی رنج می‌برد و گریزگاهی می‌جوید. اما به روشنی نمی‌رسد. از در بسته‌ای به در بسته دیگری می‌خورد و به مرور در لجنزار زندگی غیرانسانی فرومی‌رود. توصیف عذاب روحی او، با تصویر دنیای مبتذلی که زمینه‌ساز سقوط زن است، همراه می‌شود و رمان افغانی را صاحب اعتباری اجتماعی می‌کند. هما –چون آهوخانم- خواستار حرکت است، اما در محیط راکد و اسیر تعصب و خودپرستی، حرکتش رو به جلو نیست، کورکورانه و نابخردانه است؛ پس به سوی پرتگاه می‌رود و سیدمیران و آهو را هم با خود می‌برد و سید، این خرده بورژوای آزمند، خودخواه و نفس‌پرست را در شعله هوس‌های خویش می‌سوزاند. سید که نمی‌تواند در تحولات اجتماعی و دگرگونی‌های طبقاتی که به نفع سرمایه‌داری به وقوع می‌پیوندد نقشی مناسب ایفا کند، به تدریج تمام ثروتش را از دست می‌دهد و به قاچاق رو می‌آورد و چون کاملاً درمانده می‌شود به آهوخانم پناه می‌برد.
فقر که می‌آید روابط هما و سید به هم می‌خورد. هما می‌خواهد طلاق بگیرد و سید، که شهوت از او دیوی ساخته‌است، آهوخانم را از خانه می‌راند و به او می‌گوید برود فاحشه‌خانه یا قبرستان. آهوخانم نیز در برابر این همه خواری نمی‌شورد، بردگی این زندگی ذلیل را بی‌چون و چرا می‌پذیرد، چون جامعه او را صاحب حقی نمی‌داند. آهوخانم خانه را ترک می‌کند و به ده می‌رود و سید به فکر می‌افتد که با هما به سفری بی‌برگشت برود. آهوخانم وقتی خبردار می‌شود، صبر و بی‌تفاوتی را به کناری می‌نهد، خود را به گاراژ می‌رساند و سید را با فضیحت به خانه برمی‌گرداند. این است آن آگاهی که درموردش صحبت کردیم: سیر داستان، زن بینوا را از تحمل خفت و خواری برحذر می‌دارد و از او می‌خواهد برای حفظ زندگیش به مقابله برخیزد.
هما با راننده اتومبیل شهر را ترک می‌کند. زن نگون‌بخت جز در به دری چاره‌ای ندارد. زندگی‌اش سرابی است ملال‌خیز و بی‌سرانجام. آهوخانم شاد از بازیافتن شوهر، می‌رود تا بار دیگر زندگی درهم شکسته‌ای را سامان بخشد.

## ترجمه
رمان شوهر آهو خانم توسط صلاح نیساری به زبان کُردی (سورانی) ترجمه شده و توسط انتشارات نارین در بوکان به چاپ رسیده‌است.

## اقتباس‌ها
- شوهر آهو خانم (فیلم)
- شوهر آهو خانم (مجموعه تلویزیونی)